# 名古屋市電東片端線
東片端線（ひがしかたはせん）は、かつて愛知県名古屋市に存在した名古屋市電の路線（路面電車）の一つである。同市中区の名古屋城停留場と東区の平田町（へいでんちょう）停留場を結んだ。
1914年（大正3年）から翌年にかけて名古屋電気鉄道により開業。1922年（大正11年）に市営化され、名古屋市電気局（1945年以降交通局）の運営となった。廃止は1971年（昭和46年）である。路線名は時期によって片端線（かたはせん）とも称する。

## 路線概況
全長は1.923キロメートル（1962年3月末時点）。全線が複線かつ併用軌道であった。
起点の名古屋城停留場は、東西方向の市道外堀通と南北方向の市道本町通の交差点に設置されていた。ここは市電行幸線との接続地点で、外堀通を明道町方面から東進してきた行幸線より引き継いで、東片端線は外堀通を平田町方面へ東進する。停留場名にある名古屋城は北方にあり、停留場から城の正門までは徒歩10分程度かかるが、市電では名古屋城最寄の停留場であった。
南北方向を行く市電路線との接続地点は途中3か所に存在した。1か所目は大津橋停留場で、大津橋を終点とする大津町線が接続する。大津町線が通る市道大津通と交差する大津橋交差点に位置しており、大津町線と東片端線東片端方面を結ぶ連絡線があった。2か所目は国道41号（空港線）と交差する東片端交差点にあった東片端停留場で、国道41号を南北に走る高岳線と接続した。高岳線とは平面交差があったほか、東片端線大津橋方面と高岳線清水口方面（北側）を結ぶ連絡線も敷設されていた。
3か所目の接続地点は終点の平田町停留場で、国道19号などと交差する平田町交差点にあった。平田町は市電3路線が集まる停留場で、東片端線のほか、国道19号を北上する山口町線、市道を南下する葵町線が存在した。ここでは3つの路線それぞれからどの路線にも直通できる三角形状の配線とされていた。
行幸線の景雲橋停留場付近から大津橋停留場付近にかけては、外堀通のすぐ北側を名古屋城の空堀が通っている。この空堀の中を、1976年（昭和51年）まで名古屋鉄道（名鉄）瀬戸線が走っていた。堀の中にもいくつか駅が設置されていたが、それらのうち東片端線の停留場に対応するのは本町駅と大津町駅の2駅であり、本町駅は名古屋城停留場、大津町駅は大津橋停留場のそれぞれ北側に位置していた。

## 歴史

### 開業
東片端線（片端線）沿線のうち名古屋城東側、東片端や飯田町、平田町（へいでんちょう）といった地域は、江戸時代には武家町や町人町であった土地にあたる。また名古屋城外堀南沿いの南外堀町（現・丸の内）も江戸期には武家屋敷や役所があった地で、さらにその南の京町通以南の地域（「碁盤割」の範囲）は名古屋城下中心地の町人町として栄えていた。「碁盤割」の地の中心を南北に通ったのが本町通で、本町通を北へ抜けた場所にあったのが名古屋城の本町御門である。
これらの町を含む城下町北部の地域は、明治時代になっても道路の改良がなされず、交通が不便なままであった。明治末期になると名古屋市により5本の幹線道路整備を整備する計画がまとめられ、1913年（大正2年）に愛知県より道路改修の許可が下りる。そのうち市道江川線から東片端へ貫通する市道南外堀線が1914年（大正3年）11月ごろ幅員8間（14.5メートル）の道路として整備され、その東側、平田町までの市道東片端線も1915年（大正4年）10月ごろ拡張された。
道路建設の一方、路面電車整備は1898年（明治31年）より名古屋電気鉄道によって始められた。第1号の路線栄町線は広小路通（「碁盤割」の南端）に敷かれた。以後同社によって路線の延伸が続けられ、中でも栄町線の北側にあたる地域では大正時代に入ると路線建設が進行、1913年からの2年間で5つの路線が相次いで開業した。まず開通したのが行幸線で、1914年8月に本町御門停留場（後の名古屋城）まで到達した。本町御門から先へ建設されたのがこの東片端線で、1913年10月29日付で本町御門から平田町までの軌道敷設特許を取得し、まず1914年11月15日より西半分、本町御門から東片端停留場までの1.2キロメートルで開業した。同時に東片端で接続する高岳線も開業している。翌1915年11月4日、東片端線は東片端から平田町停留場まで0.7キロメートル延伸して全通し、同時に開業した葵町線と終点平田町で接続した。

### 開業後の動き
1922年（大正11年）8月1日、名古屋電気鉄道市内線を名古屋市が買収・市営化し名古屋市電気局（後の交通局）が引き継いだことで名古屋市電が成立した。これに伴い東片端線は名古屋市電の路線となっている。
市営化後、1922年12月に運転系統の改訂が実施され、東片端線には行幸線明道橋（後の明道町）から平田町・葵町線を経て御黒門線門前町（後の大須）に至る系統が設定された。この系統は路線の延伸により1924年（大正13年）3月より名古屋駅前を発着する循環系統となり、以後太平洋戦争後の一時期を除いて1970年（昭和45年）まで運転が続くことになる。その後東片端線では、大津橋で大津町線と直通する系統、東片端で高岳線と直通する系統、終点平田町で山口町線と直通する系統などが設定されるようになった（#運転系統参照）。
名古屋市電は1950年代末に路線網・輸送人員ともに最盛期を迎えたが、事業の大幅な赤字化や市営バスの急速な拡大、自動車の普及による交通事情の変化など市電を取り巻く環境が変化したことから、市は1965年度（昭和40年度）から段階的な市電の撤去に着手し、1968年（昭和43年）12月には1973年度（昭和48年度）までに市電を全廃すると決定した。最大で6系統あった東片端線を通過する運転系統も段階的に縮小され、末期には名古屋駅前と御成通線上飯田を結ぶ系統のみ残された。そして1971年（昭和46年）2月1日、明道町線菊井町 - 御成通線上飯田間計6.8キロメートルの廃止に伴い東片端線も全線廃止となった。

### 路線名と区間について
名古屋市の資料によると、開業当初、1914年末時点では「東片端線」は本町御門から東片端までの区間を指す（志摩町（上江川線参照）から本町御門までは「御幸線」）が、1916年末時点では志摩町から平田町までの3.291キロメートルを指す。さらに1919年末時点では明道橋から平田町までの2.968キロメートルのみを「片端線」と称する。1922年8月の名古屋市電成立時も同様に明道橋 - 平田町間が「片端線」とされていた。
市営化後、1926年末時点では志摩町 - 本町御門間は「行幸線」となり、「片端線」の区間は本町御門 - 平田町間の1.903キロメートルとなっている。戦後、1952年（昭和27年）の時点では引き続き名古屋城（旧・本町御門） - 平田町間の1.903キロメートルを「片端線」と称するが、1962年3月末時点では路線名は「東片端線」である。

## 停留場
廃止前の時点で、東片端線には以下の6停留場が設置されていた。
| 停留場名                         | キロ程 (km) | 所在地                  | 位置                   |
| -------------------------------- | ----------- | ----------------------- | ---------------------- |
| 名古屋城（なごやじょう）         | 0.0         | 中区南外堀町6・7丁目    | 本町橋交差点付近       |
| 大津橋（おおつばし）             | 0.4         | 中区南外堀町10・11丁目  | 大津橋交差点付近       |
| 東外堀町（ひがしそとぼりちょう） | 0.8         | 東区東外堀町2丁目       | 市政資料館南交差点付近 |
| 東片端（ひがしかたは）           | 1.2         | 東区東片端町2・3丁目    | 東片端交差点付近       |
| 飯田町（いいだまち）             | 1.6         | 東区飯田町2丁目         | 飯田町交差点付近       |
| 平田町（へいでんちょう）         | 1.9         | 東区相生町2丁目・平田町 | 平田町交差点付近       |

### 停留場の変遷
出典はいずれも『日本鉄道旅行地図帳』7号（58頁）である。
- 1914年（大正3年）11月5日 - 路線開通に伴い国技館前・大津町・東片端を新設（本町御門は行幸線側で既設）。
- 1915年（大正4年）1月16日 - 堅杉ノ町を新設。
- 1915年（大正4年）4月29日 - 久屋町を新設。
- 1915年（大正4年）11月4日 - 平田町延伸に伴い禅隆寺前・平田町を新設。
  - この直後の停留場8か所を起点から並べると以下の通りになる。
本町御門 - 国技館前 - 大津町 - 久屋町 - 堅杉ノ町 - 東片端 - 禅隆寺前 - 平田町
- 1918年（大正7年）11月1日 - 国技館前を廃止。
- 1928年（昭和3年）1月6日 - 本町御門を名古屋城に改称。久屋町・堅杉ノ町を統合し裁判所前を新設。
- 1937年（昭和12年）2月1日 - 大津町を大津橋に改称。
- 1946年（昭和21年）9月21日 - 裁判所前を東外堀町に改称。
- 1947年（昭和22年）7月1日 - 禅隆寺前を飯田町に改称。
- 1971年（昭和46年）2月1日 - 廃線に伴い東片端（高岳線側で存続）を除く停留場を廃止。

### 接続路線
- 市電
  - 名古屋城停留場：行幸線（1914年 - 1971年）
  - 大津橋停留場：大津町線（1924年 - 1968年）・廓内線（1933年 - 1943年）
  - 東片端停留場：高岳線（1914年 - 1971年）
  - 平田町停留場：葵町線（1915年 - 1970年）・山口町線（1919年 - 1971年）
- 名鉄
  - 名古屋城停留場：瀬戸線（本町駅、1915年 - 1971年）
  - 大津橋停留場：瀬戸線（大津町駅、1926年 - 1971年）

## 運転系統

### 1937年時点
1937年（昭和12年）8月時点において東片端線で運行されていた運転系統は以下の通り。〔太字〕で示した範囲は線内を走行する区間を指す。
- 名古屋駅前 - 菊井町 -〔名古屋城 - 大津橋 - 東片端 - 平田町〕- 新栄町 - 鶴舞公園 - 水主町 - 柳橋 - 笹島町 - 名古屋駅前

### 1952年時点
1952年（昭和27年）3月時点において東片端線で運行されていた運転系統は以下の通り。〔太字〕で示した範囲は線内を走行する区間を指す。
- 3号系統：経路＝名古屋駅前 - 菊井町 -〔名古屋城 - 大津橋 - 東片端 - 平田町〕- 新栄町 - 鶴舞公園 - 水主町 - 笹島町 - 名古屋駅前
- 12号系統：経路＝名古屋駅前 - 菊井町 -〔名古屋城 - 大津橋 - 東片端〕- 清水口 - 赤塚 - 大曽根 - 東大曽根
- 13号系統：経路＝浄心町 - 菊井町 -〔名古屋城 - 大津橋 - 東片端〕- 清水口 - 赤塚 - 大曽根 - 上飯田
- 22号系統：経路＝熱田神宮前 - 金山橋 - 栄町 -〔大津橋 - 東片端〕- 清水口 - 赤塚 - 大曽根

### 1961年以降

1961年4月時点において明道町 - 平田町間で運転されていた6つの運転系統を示した系統路線図

1961年（昭和36年）4月時点において東片端線で運行されていた運転系統は以下の通り。〔太字〕で示した範囲は線内を走行する区間を指す。
- 3号系統：経路＝名古屋駅前 - 菊井町 -〔名古屋城 - 大津橋 - 東片端 - 平田町〕- 新栄町- 鶴舞公園 - 水主町 - 笹島町 - 名古屋駅前
- 12号系統：経路＝名古屋駅前 - 菊井町 -〔名古屋城 - 大津橋 - 東片端〕- 清水口 - 赤塚 - 大曽根 - 東大曽根
- 13号系統：経路＝浄心町 - 菊井町 -〔名古屋城 - 大津橋 - 東片端 - 平田町〕- 赤塚 - 大曽根 - 上飯田
- 18号系統：経路＝名古屋駅前 - 菊井町 -〔名古屋城 - 大津橋 - 東片端〕- 清水口 - 黒川 - 城北学校前
- 22号系統：経路＝熱田神宮前 - 金山橋 - 栄町 -〔大津橋 - 東片端〕- 清水口 - 赤塚 - 大曽根 - 上飯田
- 81号系統：経路＝名古屋駅前 - 菊井町 -〔名古屋城 - 大津橋 - 東片端 - 平田町〕- 赤塚 - 大曽根 - 上飯田

市電路線網の縮小が始まると、上記6系統のうちまず名古屋駅前 - 東大曽根間の12号系統と浄心町 - 上飯田間の13号系統が1965年（昭和40年）10月1日に廃止された。次いで1967年（昭和42年）2月1日に名古屋駅前 - 城北学校前間の18号系統が廃止。同時に熱田神宮前 - 上飯田間の22号系統が清水口経由から平田町経由（山口町線経由）となったが、この系統は翌1968年（昭和43年）2月1日に廃止されている。
1970年代に入って1970年（昭和45年）4月1日名古屋駅前発着環状系統の3号系統が廃止。残った名古屋駅前 - 上飯田間の81号系統も廃線により1971年（昭和46年）2月1日に廃止された。

## 利用動向

### 1959年調査
1959年（昭和34年）6月11日木曜日に実施された市電全線の利用動向調査によると、東片端線内6停留場の方向別乗車人員・降車人員ならびに停留場間の通過人員は下表の通りであった。
| 停留場名 | 乗車人員 | 乗車人員 | 乗車人員 | 降車人員 | 降車人員 | 降車人員 | 停留場間通過人員 | 停留場間通過人員 |
| 停留場名 | ▼東行    | ▲西行    | 合計     | ▼東行    | ▲西行    | 合計     | ▼東行            | ▲西行            |
| -------- | -------- | -------- | -------- | -------- | -------- | -------- | ---------------- | ---------------- |
| 名古屋城 | 1,016    | 終点     | (2,490)  | 起点     | 1,137    | (2,634)  | 13,260           | 13,240           |
| 大津橋   | 3,335    | 4,287    | (19,619) | 3,626    | 3,760    | (19,772) | 13,260           | 13,240           |
| 大津橋   | 3,335    | 4,287    | (19,619) | 3,626    | 3,760    | (19,772) | 17,477           | 16,640           |
| 東外堀町 | 721      | 1,683    | 2,404    | 1,825    | 683      | 2,508    | 17,477           | 16,640           |
| 東外堀町 | 721      | 1,683    | 2,404    | 1,825    | 683      | 2,508    | 16,373           | 15,640           |
| 東片端   | 612      | 2,630    | (7,356)  | 2,577    | 404      | (7,171)  | 16,373           | 15,640           |
| 東片端   | 612      | 2,630    | (7,356)  | 2,577    | 404      | (7,171)  | 5,095            | 4,794            |
| 飯田町   | 208      | 540      | 748      | 554      | 228      | 782      | 5,095            | 4,794            |
| 飯田町   | 208      | 540      | 748      | 554      | 228      | 782      | 4,749            | 4,482            |
| 平田町   | 終点     | 1,749    | (4,898)  | 1,970    | 起点     | (5,215)  | 4,749            | 4,482            |

- 備考
  - 名古屋城・大津橋・東片端・平田町の乗車人員・降車人員合計値は他線区の数値を含む。
  - 名古屋城をまたいで行幸線（景雲橋以遠）と直通する乗客は、東行12,244人・西行12,103人。
  - 大津橋をまたいで大津町線（東桜町以遠）と直通する乗客は、東行4,508人・西行3,927人。
  - 東片端をまたいで高岳線（清水口以遠）と直通する乗客は、東行9,313人・西行8,620人。
  - 平田町をまたいで葵町線（布池町以遠）と直通する乗客は、東行1,749人・西行1,678人。
  - 平田町をまたいで山口町線（赤塚以遠）と直通する乗客は、東行1,030人・西行1,055人。

### 1966年調査
1966年（昭和41年）11月8日火曜日に実施された市電全線の利用動向調査によると、東片端線内6停留場の方向別乗車人員・降車人員ならびに停留場間の通過人員は下表の通りであった。
| 停留場名 | 乗車人員 | 乗車人員 | 乗車人員 | 降車人員 | 降車人員 | 降車人員 | 停留場間通過人員 | 停留場間通過人員 |
| 停留場名 | ▼東行    | ▲西行    | 合計     | ▼東行    | ▲西行    | 合計     | ▼東行            | ▲西行            |
| -------- | -------- | -------- | -------- | -------- | -------- | -------- | ---------------- | ---------------- |
| 名古屋城 | 504      | 終点     | (1,304)  | 起点     | 596      | (1,587)  | 7,311            | 7,716            |
| 大津橋   | 1,632    | 1,948    | (9,770)  | 1,639    | 1,547    | (9,476)  | 7,311            | 7,716            |
| 大津橋   | 1,632    | 1,948    | (9,770)  | 1,639    | 1,547    | (9,476)  | 10,316           | 10,651           |
| 東外堀町 | 381      | 871      | 1,252    | 963      | 434      | 1,397    | 10,316           | 10,651           |
| 東外堀町 | 381      | 871      | 1,252    | 963      | 434      | 1,397    | 9,734            | 10,214           |
| 東片端   | 413      | 1,597    | (4,463)  | 1,531    | 336      | (4,441)  | 9,734            | 10,214           |
| 東片端   | 413      | 1,597    | (4,463)  | 1,531    | 336      | (4,441)  | 4,573            | 4,805            |
| 飯田町   | 129      | 371      | 500      | 396      | 165      | 561      | 4,573            | 4,805            |
| 飯田町   | 129      | 371      | 500      | 396      | 165      | 561      | 4,306            | 4,599            |
| 平田町   | 終点     | 1,779    | (3,865)  | 1,620    | 起点     | (3,795)  | 4,306            | 4,599            |

- 備考
  - 名古屋城・大津橋・東片端・平田町の乗車人員・降車人員合計値は他線区の数値を含む。
  - 名古屋城をまたいで行幸線（景雲橋以遠）と直通する乗客は、東行6,807人・西行7,120人。
  - 大津橋をまたいで大津町線（桜通大津以遠）と直通する乗客は、東行3,012人・西行3,336人。
  - 東片端をまたいで高岳線（清水口以遠）と直通する乗客は、東行4,043人・西行4,148人。
  - 平田町をまたいで葵町線（布池町以遠）と直通する乗客は、東行652人・西行685人。
  - 平田町をまたいで山口町線（赤塚以遠）と直通する乗客は、東行2,034人・西行2,135人。